# Ігор Мартінес
Ігор Мартінес Касерас (нар. 19 липня 1989) — іспанський футболіст, який виступає за команду «Реал Баломпедіка Ліненсе» переважно на позиції атакувального півзахисника.

## Клубна кар'єра
Мартінес народився у Віторії-Гастейс (провінція Алава). Кар'єру починав у команді з рідного міста «Депортіво Алавес», у другому та третьому дивізіонах. Потім переїхав до сусідів по Країні Басків «Атлетік Більбао», уклавши з ними влітку 2010 року контракт на три роки в розмірі 200 000 євро. Спочатку його відправили до резервної команди, що теж виступала в третьому дивізіоні.
18 вересня 2010 року Мартінес дебютував в офіційному матчі за основний склад, провівши на полі 70 хвилин у виїзній нічиїй 2:2 проти хіхонського «Спортінга». Однак, загалом за перші два сезони він зіграв лише в десяти матчах Ла-Ліги.
Перший свій гол за «Атлетік» Мартінес забив 30 серпня 2012 року, принісши нічию 3:3 в грі кваліфікаційного раунду Ліги Європи УЄФА проти ГІКа в Гельсінках, а за сумою двох матчів його команда перемогла 9-3. Звільнений 2013 року, він продовжив кар'єру в другому дивізіоні в складі Мірандеса та Луго.